# Сотникова Віра Михайлівна
Віра Михайлівна Сотникова (нар. 19 липня 1960, Сталінград, Сталінградська область, РРФСР, СРСР) — радянська і російська актриса театру і кіно, телеведуча.

## Життєпис
Народилася 19 липня 1960 року в місті Сталінграді (з 10 листопада 1961 року — Волгоград), у робітничій родині. Батько — Михайло Петрович Сотников, працював шихтовщиком на одному з волгоградських заводів (завантажував металевий лом у доменну піч). Мати — Маргарита Петрівна Сотникова, працювала телефоністкою.
1978 року приїхала до Москви вступати на філологічний факультет Московського державного університету імені М. В. Ломоносова, однак поступила на акторський факультет Школи-студії МХАТ (керівник курсу — Олег Миколайович Єфремов), який закінчила 1982 року.
1983 року почала зніматися в кіно.
З 1984 року і дотепер працює в різних театрах Москви.
2013 року вона була номінована на премію «Золотий орел» у категорії «Найкраща жіноча роль на телебаченні» за роль Людмили Зикіної в телесеріалі «Людмила».

## Родина
- Батько — Михайло Петрович Сотників (помер), працював шихтовщиком на одному з волгоградських заводів[3].
- Мати — Маргарита Петрівна Сотникова (24 листопада 1928 — 20 листопада 2017[5]), жила у Волгограді, працювала телефоністкою[3].
- Старша сестра — Галина (померла).
- Племінниця — Рита.
- Внучата племінниця — Белла.
- Чоловік — Юрій Нікольський
  - Син — Ян Нікольський
    - Онук Максим (нар. 2009 р.)
- Незареєстрований шлюб (1993—2000) — Володимир Борисович Кузьмін (нар. 31 травня 1955), радянський і російський музикант. Віра зняла як режисерка п'ять кліпів на пісні[6].
- Незареєстрований шлюб — Ренат Фаварисович Давлєтьяров (нар. 17 серпня 1961), російський продюсер, кінорежисер і сценарист, президент Гільдії продюсерів Росії[7].

## Творчість

### Фільмографія
1. 1983 — Визнати винним — Ольга (Льока), перукарка, подруга Миколи Бойка
2. 1984 — Мертві душі — донька Плюшкіна
3. 1985 — Найчарівніша і найпривабливіша — Світлана, подруга Володі Смирнова (роль озвучила Наталія Гурзо)
4. 1985 — Увага! Всім постам… — Люся, медсестра
5. 1985 — Маріца — Ліза, сестра Тасілло Мадача
6. 1985 — Незручна людина — Марина
7. 1986 — Кур'єр — Наташа, коханка Федора Івановича, батька Івана Мірошникова
8. 1986 — Державний кордон. Рік сорок перший — Ірина Голубєва, дружина лейтенанта Сушенцова
9. 1987 — Державний кордон. За порогом перемоги — Ірина Голубєва, дружина лейтенанта Сушенцова
10. 1987 — Кінець Вічності — Нойс Ламбент, кохана Ендрю Харлана
11. 1989 — Право на минуле — Власта
12. 1989 — Гу-га — Тамара Миколаївна, вчителька ботаніки, дружина майора Червоної армії
13. 1990 — Битва трьох королів — Рубіна, наложниця турецького султана
14. 1990 — Захочу — полюблю — Наталія Полянська
15. 1990 — Полювання на сутенера — Ніна
16. 1990 — Десять років без права листування — Фаїна, дружина Миколи «Татарина»
17. 1991 — Історія Аляски — Джина
18. 1992 — Байрон, або Балада про демона — Августа Лі, сестра Байрона
19. 1993 — Роман імператора — Катерина Долгорукова, княжна
20. 1993 — Сніданок з видом на Ельбрус — Лариса
21. 1993 — Хочу до Америки — Нора
22. 1993 — Аляска Кід — Джина
23. 1993 — Гвинт — Віра Петрівна, співробітниця митниці, мати-одиначка
24. 1997 — Королева Марго — Анрієтта Неверська (роль озвучила Ганна Каменкова)
25. 1998 — Чорне море 213 — Белла
26. 1998 — Полліанна — тітка Поллі
27. 2000 — Любов.ru
28. 2000 — Лицарський роман — Бригіта
29. 2001 — П'ятий кут — Ліка
30. 2002 — Олександр Пушкін — # 2003 — Театральний блюз — Жанна Андріївна Солнцева, відома актриса
31. 2003 — Даша Васильєва. Любителька приватного розшуку — Наташа
32. 2004 — Слова і музика — Марго
33. 2005 — Неділя в жіночій лазні — Галина Петрівна Медякова
34. 2006 — Танго любові — Наталія Антонівна, мати Каті
35. 2006 — Перший швидкий — епізод
36. 2006 — Клініка — Лариса Павлівна, лікар
37. 2007 — Довгоочікуване кохання — Вероніка, працівниця страхової компанії
38. 2007 — Жінка бажає знати — співачка
39. 2008 — Управа — Морозова Ольга Андріївна, голова районної Управи
40. 2008 — Відкрийте, міліція! — Ганна Петрівна Зелінська, майор міліції
41. 2010 — Мій улюблений роздовбай — Наталя Миколаївна, фотограф
42. 2012 — Наречений — Елла Вікторівна, дружина Артура, завідувачка дитячого садка
43. 2013 — Людмила — Людмила Георгіївна Зикіна, радянська та російська співачка, виконавиця російських народних пісень, романсів, естрадних пісень
44. 2014 — Кращі вороги — Марго (Маргарита Віталіївна Сомова), фахівець з антикваріату
45. 2014 — Я більше не боюся — Олександра Терентіївна, власниця ресторану
46. 2015 — Вірю не вірю — Лідія Якимівна, мати Кості

### Телеспектаклі
1. 1985 — Тев'є-молочник — Хава

### Роботи в театрі
Московський драматичний театр на Малій Бронній (1984—1988)
- «А все-таки вона крутиться» — Малахова (режисер Лев Дуров)
- «Детектив кам'яного століття» — Ящірка (реж. О. Лазарєв, автор А. Володін)
- «Татуйовані душі» — Ружа
- «Ксантиппа і цей, як його…» — Мілена (реж. Л. Дуров)
- «Поранений звір» — Тіло «В» (реж. С. Яшин, автор С. Коковкін)
- «Ви чиє, старичйо?» — Лідія Павлівна (реж. А. Лазарєв, автор А. Васильєв)

Театр "Школа драматичного мистецтва Анатолія Васильєва (1988—1991)
- «Доктор Живаго» — Лара (реж. М. Буткевич, автор Борис Пастернак)
- «Шість персонажів у пошуках автора» — Моліна (реж. А. Васильєв, автор Л.Піранделло)
- «Ідіот» — Настасья Пилипівна (реж. А. Васильєв, автор Федір Достоєвський)
- «Чевенгур» — Софія (реж. М. Буткевич, автор М. Платонов)

Театр імені Мосовєта (1991—1993)
- «Собачий вальс» — Єлизавета (реж. А. Житинкін, автор Л. Андрєєв)

МХАТ імені А. П. Чехова (1995—2004)
- «Гофман» — Юлія (реж. М. Скорик, автор А. Гофман)
- «Три сестри» — Маша (реж. О. Єфремов, автор А. Чехов)
- «Дядя Ваня» — Олена Андріївна (О. Єфремов, автор А. Чехов)
- «Антігона» — Ісмена (реж. Т. Чхеїдзе, автор Ж. Ануй)

Театр Луни (2000—2004)
- «Подорож дилетантів» — пані Тучкова (реж. А. Проханов)

Театр Романа Віктюка (2006)
- «Незбагненна жінка, що живе в нас» — Мауриция, Мадагаскар (реж. Р. Віктюк, автор Х. Левін)

Антрепризи:
- «Адам і Єва» — Єва (реж. А. Кирющенко, автор А. Міллер)
- «Чапаєв і порожнеча» — Анка (реж. П. Урсул, автор В. Пєлєвін)
- «Майстер і Маргарита» — Маргарита (реж. В. Беляковіч, автор М. Булгаков)
- «Сімейна ідилія» — Віка (реж. Д. Астрахан, автор О. Данілов)
- «Маленькі афери великого міста» — Дафна (реж. А. Кирющенко)
- «Сергій і Айседора» — Айседора Дункан (реж. Р. Віктюк)
- «П'ять вечорів» — Тамара (реж. О. Анохіна, за п'єсою А. Володіна)

### Работа на телевидении
- 2006—2008  — одна з ведучих телевізійної програми "Клуб колишніх дружин" на телеканалі ТНТ.
- Постійний експерт з 3-го сезону по теперішній час і одна з ведучих телевізійних програм "Битва екстрасенсів" на телеканалі ТНТ[8].

## Документальні фільми
- 2010 — «Втеча у кохання».
- 2014 — програма «Віра Сотникова: мої чоловіки» з телевізійного документального циклу «Нові російські сенсації» на телеканалі «НТВ»[9].
- 2014 — програма «Віра Сотникова» з телевізійного документального циклу «Приватна історія» на телеканалі «Москва 24»[10].

## Нагороди та номінації
- 1992 — премія за найкращу жіночу роль другого плану на міжнародному кінофестивалі в Салоніках (фільм «Байрон»).
- 2010 — Подяка Президента Російської Федерації за заслуги в галузі культури і багаторічну плідну роботу[11]
- 2010 — спецприз «Золотий лелека» актрисі і продюсеру за виставу «Адам і Єва» на фестивалі «Амурська осінь».
- 2014 — номінація на премію «Золотий орел» в категорії «Найкраща жіноча роль на телебаченні» за 2013 рік — за роль Людмили Зикіної в телесеріалі «Людмила».